# Follicule secondaire

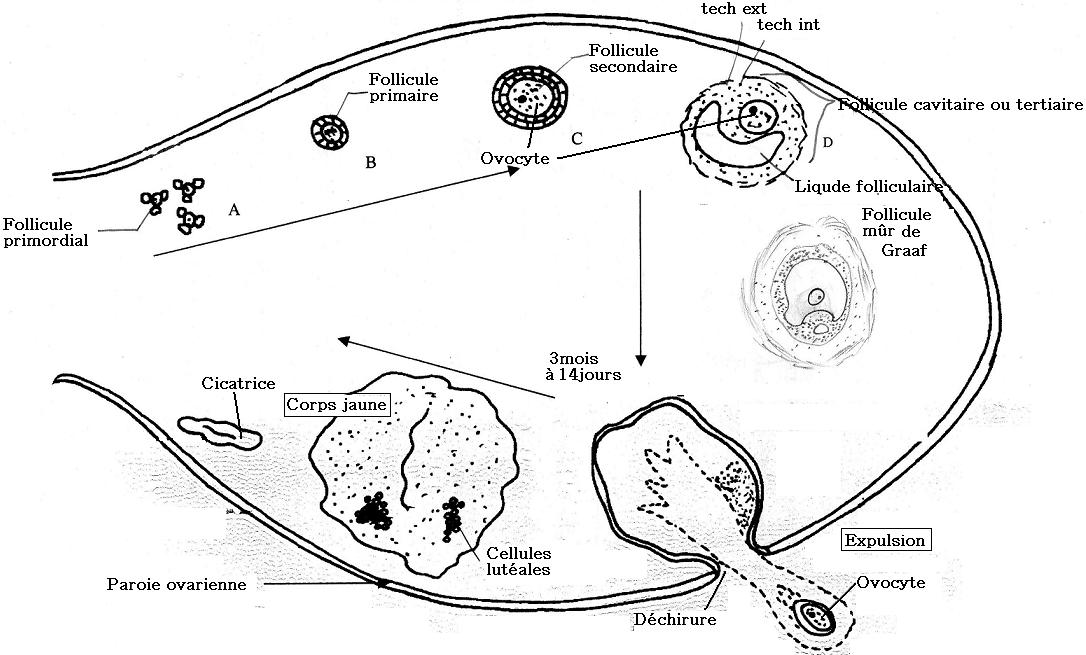
Cliquez sur l'image pour avoir un schéma explicatif de l'évolution du follicule dans l'ovaire.

Le follicule secondaire est le troisième des cinq stades de développement du follicule ovarien. 
Les cinq stades de développement du follicule ovarien sont : follicule primordial → follicule primaire → follicule secondaire → follicule tertiaire → Follicule de De Graaf
Le follicule secondaire fait suite au développement du follicule primaire et se caractérise par la formation d'espaces liquidiens qui vont ensuite se confluer pour former la cavité folliculaire. Initialement en forme de croissant, cette cavité se dilate considérablement. Le diamètre de l'ovocyte est d'environ 60 micromètres et la zone pellucide occupe une place plus importante, son épaisseur est comprise entre 15 et 20 micromètres. Le follicule fait 0,15 millimètres de diamètre.
En périphérie des cellules se différencient à partir du stroma et forment la thèque, ces cellules sont vascularisées. La différenciation est induite à ce stade par la LH et la FSH.
On peut distinguer la thèque interne, qui est au contact de la granulosa, vascularisée et qui présente des cellules épithélioïdes, et la thèque externe qui est plus fibreuse.
Cette phase de la Folliculogénèse est caractérisée par une synthèse active d'ARN. 
Les follicules secondaires âgés possèdent un Ovocyte I dont la croissance est pratiquement achevée. 